# Thamnobryum tumidicaule
Thamnobryum tumidicaule är en bladmossart som beskrevs av F. D. Bowers 1974. Thamnobryum tumidicaule ingår i släktet rävsvansmossor, och familjen Neckeraceae. Inga underarter finns listade i Catalogue of Life.